# Kosmiczny pogrzeb
Kosmiczny pogrzeb – forma pogrzebu, podczas którego niewielka próbka prochów pozostałych po kremacji zmarłego jest umieszczana w kapsule o rozmiarach szminki do ust i umieszczana w przestrzeni kosmicznej przy pomocy rakiety.

## Znani ludzie pochowani w przestrzeni kosmicznej

### Wprowadzeni na orbitę Ziemi21 kwietnia1997
- Gene Roddenberry (ur. 19 sierpnia 1921  – zm. 24 października 1991) – amerykański scenarzysta, i producent telewizyjny, twórca serialu Star Trek[1].
- Gerard K. O’Neill (ur. 6 lutego 1927  – zm. 27 kwietnia 1992) – amerykański fizyk, pracownik naukowy z Uniwersytetu Princeton.
- Krafft Arnold Ehricke (ur. 24 marca 1917  – zm. 11 grudnia 1984) – niemiecki inżynier rakiet napędowych.
- Timothy Leary (ur. 22 października 1920  – zm. 31 maja 1996) – amerykański pisarz, psycholog, profesor Harvardu.

### Pochowani na Księżycu31 lipca1999
- dr Eugene Shoemaker (ur. 28 kwietnia 1928  – zm. 18 lipca 1997) – amerykański astronom i geolog. Prochy umieszczono na sondzie Lunar Prospector.

### Wysłani w przestrzeń międzygwiezdną19 stycznia2006
- Clyde Tombaugh (ur. 4 lutego 1906  – zm. 17 stycznia 1997) – odkrywca Plutona. Jego prochy znajdują się na pokładzie próbnika New Horizons[2].

### Wprowadzeni na orbitę Ziemi22 maja2012
- Gordon Cooper (ur. 6 marca 1927  – zm. 4 października 2004) – astronauta NASA, uczestnik lotów Mercury-Atlas 9 i Gemini 5.
- James Doohan (ur. 3 marca 1920  – zm. 20 lipca 2005) – aktor, odtwórca roli Scotty'ego z Star Treka.